# Arctoparmelia
Arctoparmelia Hale (tapetka) – rodzaj grzybów z rodziny tarczownicowatych (Parmeliaceae). Ze względu na współżycie z glonami zaliczany jest do porostów.

## Systematyka i nazewnictwo
Pozycja w klasyfikacji według Index Fungorum: Arctoparmelia, Parmeliaceae, Lecanorales, Lecanoromycetidae, Lecanoromycetes, Pezizomycotina, Ascomycota, Fungi.
Nazwa polska według Krytycznej listy porostów i grzybów naporostowych Polski.

## Niektóre gatunki
- Arctoparmelia centrifuga (L.) Hale 1986 – tapetka pierścieniowata
- Arctoparmelia incurva (Pers.) Hale 1986 – tapetka pokrzywiona

Wykaz gatunków (nazwy naukowe) na podstawie Index Fungorum. Nazwy polskie według checklist.
Wszystkie gatunki w Polsce objęte są ścisłą ochroną.